# Scindapsus curranii
Scindapsus curranii — вид квіткових рослин із родини кліщинцевих (Araceae), роду Scindapsus. Це ліана, рідним ареалом якої є пн. Борнео, Філіппіни.